# Cael Sanderson
Cael Sanderson, född den 20 juni 1979 i Salt Lake City, Utah, är en amerikansk brottare som tog OS-guld i mellanviktsbrottning i fristilsklassen 2004 i Aten. 
Sports Illustrated utsåg Sandersons långa segersvit under collegetiden till den näst mest imponerande idrottsprestationen efter Jesse Owens fyra världsrekord under en timme 1935.